# Vittorio Marchis
Vittorio Marchis (Torino, 8 dicembre 1950) è un ingegnere, storico, accademico italiano.
Storico dell'Ingegneria, è professore emerito di Storia della Scienza e delle Tecniche presso il Politecnico di Torino, di cui ha diretto il Centro Museo e Documentazione Storica.

## Biografia
Dopo gli studi classici, si è laureato nel 1975 in Ingegneria meccanica presso il Politecnico di Torino.
Nella prima parte della sua carriera si è dedicato all'attività di ricerca in termodinamica e modellazione di sistemi di controllo di potenza. Nel 1984 è tra i fondatori dell'ISSU, l'Istituto Superiore di Studi Umanistici, di cui (al 2014) è presidente.
Nel 1990 diventa professore ordinario di Meccanica applicata presso le Università di Catania e, in seguito, di Torino (Politecnico). 
Negli anni seguenti rivolge tutta la sua attività nel campo della ricerca storica della Tecnica, introducendo l'insegnamento di Storia dell'Ingegneria presso il Politecnico torinese, di cui ha sempre curato anche la docenza. Successivamente fonda il MAP, il Museo Virtuale del Politecnico di Torino, di cui è stato direttore fino al 2015.
Accanto all'attività accademica, ha partecipato a numerose trasmissioni televisive e radiofoniche (ad esempio, su Rai Radio3) in qualità di storico e divulgatore della storia della tecnologia. Uno dei suoi libri, 150 anni di invenzioni italiane,, propone l'uso dei brevetti come strumento di indagine storiografica. Lo stesso approccio lo troviamo anche nel successivo Cose di casa (2015), in cui è proposta una carrellata di invenzioni utilizzate nella vita quotidiana.
Oltre ai contributi scritti, Marchis ha inscenato diverse "autopsie" di oggetti tecnologici, utilizzando tecniche narrative ispirate dal teatro e dalla sua esperienza di conduttore radiofonico.

## Opere
- Vittorio Marchis, Dall'arte... allo zero. Piccolo dizionario filosofico dell'ingegneria, 2020, Mondadori Università.
- Vittorio Marchis, Computer dreamers. L'utopia prima del business, 2017, Codice Edizioni, 2017, ISBN 9788875786601.
- Telmo Pievani e Vittorio Marchis, Lectures 2014, Giappichelli, 2016, ISBN 978-88-921-0215-6.
- Vittorio Marchis, Le cose di casa, 2014, Codice Edizioni, ISBN 978-887578383-9.
- Vittorio Marchis, Edoardo Rovida, Virginio Cantoni, Storia della Meccanica, 2014, Pavia University Press.
- Vittorio Marchis, La macchina da cucire (l'Italia in sartoria), 2013, Rai Eri, EAN 9788839715845.
- Vittorio Marchis, Domenico Borini 1861-1919. Un'impresa internazionale, 2013, Centro Studi Piemontesi, ISBN 88-8262-197-9.
- Vittorio Marchis, 150 (anni di) invenzioni italiane, 2011, Codice Edizioni, EAN 9788875782634.
- Vittorio Marchis, Sara Calabrò, Le macchine che contano. Una storia senza fine. Ediz. multilingue, 2010, Telesma Edizioni.
- Vittorio Marchis, Autopsia di un aspirapolvere. La scienza in teatro, 2009, Telesma Edizioni, EAN 9788889077092.
- Vittorio Marchis, Liliana Guazzo, Dario Lanzardo, Cosa sono le nuvole?, 2009, Ed. Hapax.
- Vittorio Marchis, Storie di cose semplici, 2008, Springer Verlag Italia, EAN 9788847008168.
- Vittorio Marchis, Le montagne e l'acqua. Istruzioni per costruire la nostra memoria, 2007, Bononia University Press, EAN 9788873950424.
- Vittorio Marchis, Scatole di lamiera: le schizofrenie tecnologiche dell'automobile, 2007, Paravia/Scriptorium, ISBN 88-395-6202-8.
- Vittorio Marchis, Bestiario 2.0. Un caravanserraglio, 2007, Ed. Riccadonna.
- Vittorio Marchis, Smell: vizi e virtù nel mondo degli odori, 2006, UTET, EAN 9788802072586.
- Vittorio Marchis, Rinaldo Comba, M. Teresa Bonardi, Acque, ruote e mulini a Torino, 2005, Ed. Comune di Torino Arch. Storico, ISBN 88-86685-07-6.
- Vittorio Marchis, Filippo Nieddu, Materiali per una storia delle tecniche. Scritture e documenti, 2004, Celid, EAN 9788876616174.
- Vittorio Marchis, Storia delle macchine, 1994, Laterza, EAN 9788842044178.
- Vittorio Marchis, Conoscenze scientifiche e trasferimento tecnologico. Storia delle scienze, 1995, Einaudi.
- Vittorio Marchis, Luisa Dolza, Michelangelo Vasta, I privilegi industriali come specchio dell'innovazione nel Piemonte preunitario (1814-1855), 1992, Ed. La Rosa.
- Vittorio Marchis, Nuove dimensioni per l'energia: le macchine di Francesco di Giorgio, in Prima di Leonardo: Cultura delle macchine a Siena nel Rinascimento, 1991, Mondadori Electa, pagine 113-120.